# Schletta
Schletta ist ein Ortsteil der sächsischen Gemeinde Käbschütztal im Landkreis Meißen.

## Geographie

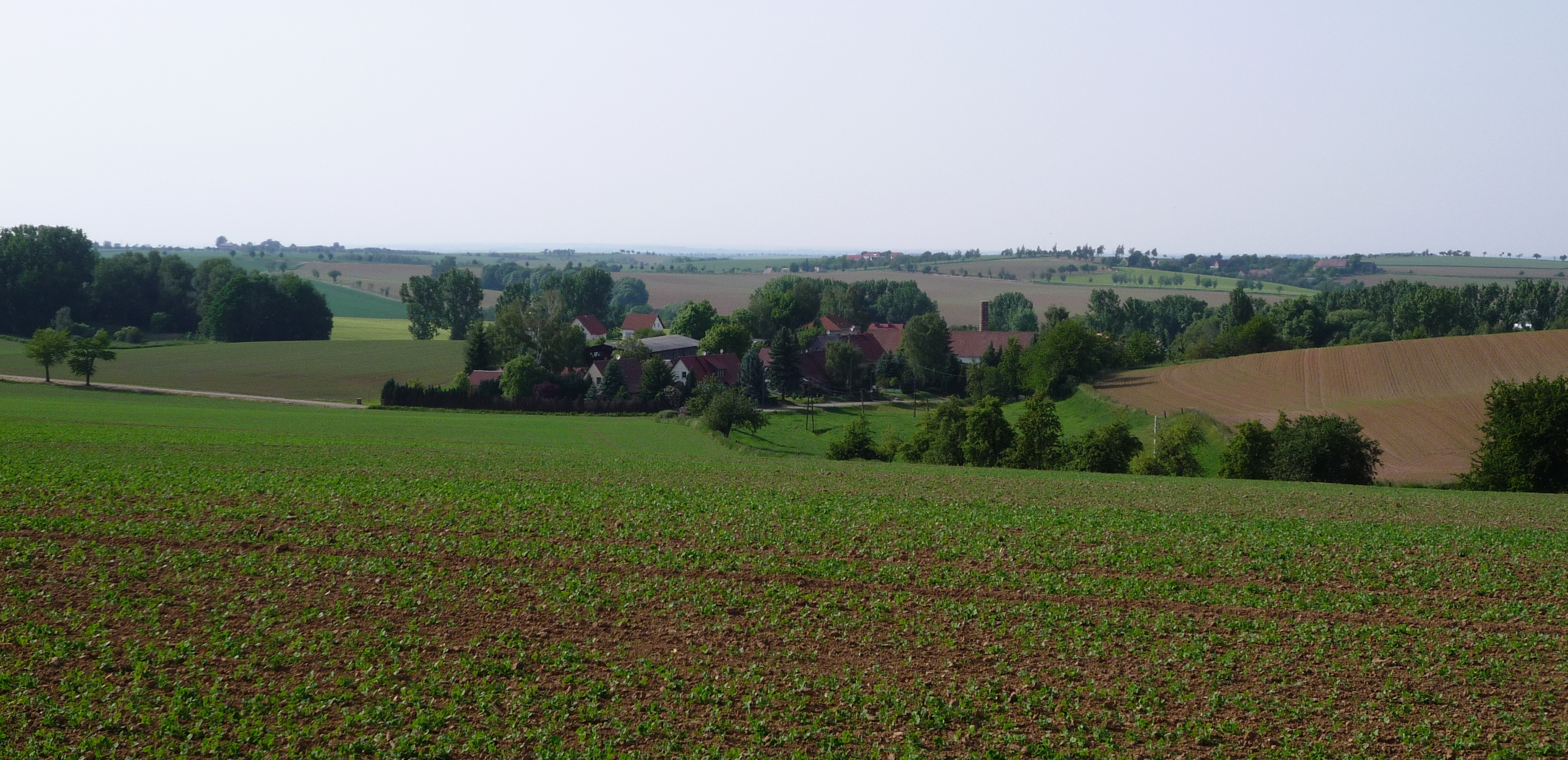
Blick auf Schletta

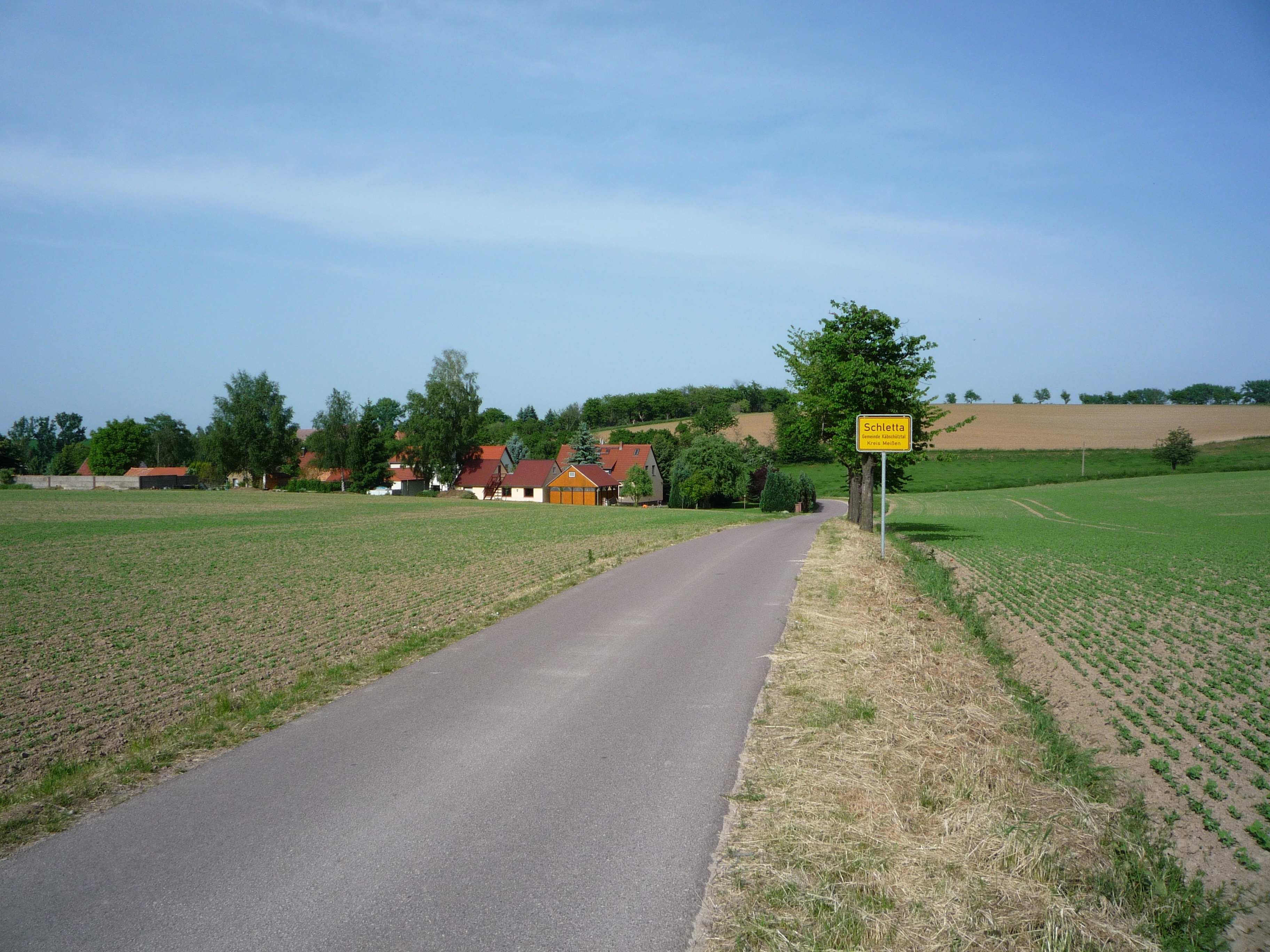
Ortseingang von Süden gesehen

Schletta befindet sich etwa drei Kilometer südwestlich des Zentrums der Kreisstadt Meißen auf etwa 200 m ü. NN im Osten des Käbschütztaler Gemeindegebietes. Im Ort entspringen zwei Bäche, die sich etwas nördlich des Ortskerns zum Schlettabach vereinigen. Dieser mündet bei Niederjahna in den Jahnabach. Dieser entwässert an der Güldenen Aue bei Keilbusch (Gemeinde Diera-Zehren) in die Elbe. Östlich tangiert die Bundesstraße 101 die Gemarkung Schletta. Die Bundesstraße stellt bei Nossen die Verbindung zwischen Meißen und der Bundesautobahn 14 her. Von ihr zweigt in Meißen eine Straße ab, von der aus Schletta zu erreichen ist. Vom Ort aus führt eine weitere Straßenverbindung Richtung Löthain. Wie alle Dörfer der Region ist Schletta bäuerlich geprägt und von Ackerflächen umgeben, jedoch gibt es auch einige Ein- und Mehrfamilienhäuser im Ort.
Zur Gemarkung Schletta gehören neben dem Kernort noch einige angrenzende Landflächen. Niederjahna grenzt im Norden an die Gemarkung an, im Osten ist Meißen benachbart. Südöstlich von Schletta liegt Korbitz, südlich grenzen Dobritz und Löthain an. Im Westen benachbart ist Kaschka, nordwestlich grenzt Oberjahna an Schletta an. Während Dobritz und Korbitz zu Meißen gehören, sind die anderen umliegenden Orte Teil der Gemeinde Käbschütztal.

## Geschichte

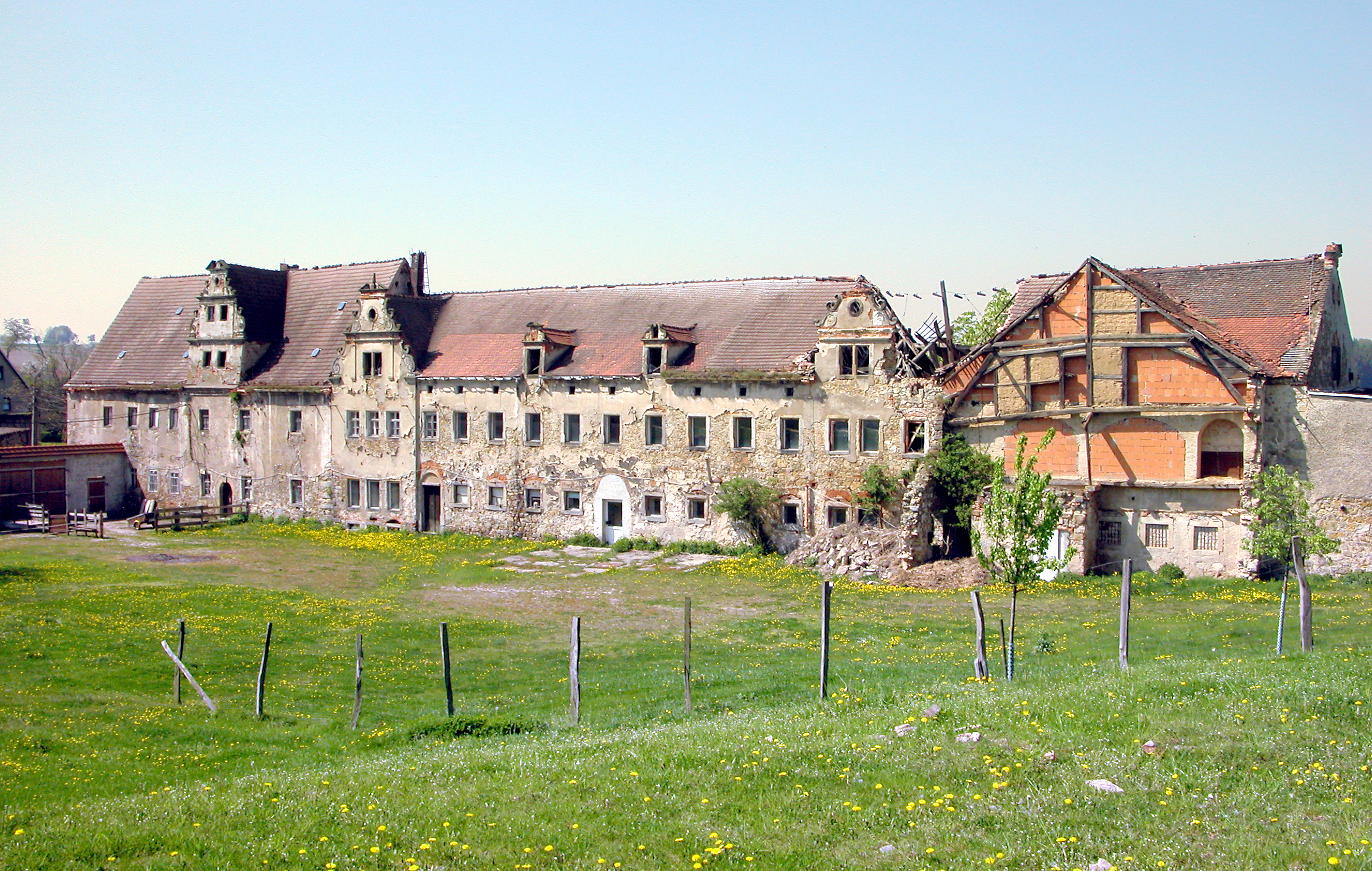
Schletta: Rittergut, Herrenhaus Mitte 16. Jh. (Zustand 2012)

Im Jahr 1205 wird ein Zletowe erwähnt, das sich dem heutigen Schletta zuordnen lässt. Weitere Namensvarianten traten unter anderem 1392 (Slettow) und 1501 (Slettaw) auf. Im Jahr 1547 wird der Ort Schlettaw genannt, etwas später wird ein Rittergut im Ort erwähnt, das zusammen mit dem Kloster Riesa und dem Landesfürsten die Grundherrschaft ausübte. Das Rittergut ist noch heute erhalten und steht unter Denkmalschutz und damit in der Liste der sächsischen Kulturdenkmale. Das Dorf war im 16. Jahrhundert unter die Verwaltung des Erbamtes Meißen gestellt und war ab Mitte des 19. Jahrhunderts zum Amt Meißen gehörig. Durch die Sächsische Landgemeindeordnung von 1838 erhielt das Dorf Eigenständigkeit als Landgemeinde.
Schletta ist ein Zeilendorf, um das sich 1900 eine 168 Hektar große Block- und Streifenflur erstreckte, die von den Einwohnern des Dorfes landwirtschaftlich genutzt wurden. Aus kirchlicher Sicht gehörte Schletta ebenfalls nach Meißen, es war bereits im 16. Jahrhundert in das Kloster St. Afra gepfarrt und gehört heute zur dortigen Kirchgemeinde. Der Nachbarort Korbitz wurde 1923 nach Meißen eingegliedert, im Zuge dieser Gebietsänderung erhielt Schletta das Vorwerk dieses Ortes. Die Selbstständigkeit verlor Schletta am 1. November 1935, als sich fünf Landgemeinden, darunter neben Schletta auch der Nachbarort Oberjahna, zur neuen Gemeinde Jahna zusammenschlossen. Nach dem Zweiten Weltkrieg wurde Jahna mit Schletta Teil der Sowjetischen Besatzungszone und später der DDR. In der Kreisreform 1952 kam es zur Angliederung der Orte an den Kreis Meißen im Bezirk Dresden, der im Wesentlichen aus der Amtshauptmannschaft Meißen (später Landkreis Meißen) hervorgegangen war. Die Bauern im Dorf gingen nun den Weg der Landwirtschaft in der DDR. Am 1. Januar 1969 schloss sich Jahna mit Kagen zu Jahna-Kagen zusammen, zum 1. März 1974 wurde diese Gemeinde mit Löthain zu Jahna-Löthain vereinigt.
Nach Wende und Wiedervereinigung wurde Schletta Teil des neugegründeten Freistaates Sachsen. In der Kreisreform 1994 wurde der Landkreis Meißen-Radebeul (ab 1996 Landkreis Meißen) aus dem alten Gebiet des Kreises Meißen und Teilen des Kreises Dresden-Land gebildet, dem Schletta bis 2008 angehörte. Ebenfalls 1994 vereinigten sich Krögis, Jahna-Löthain und Planitz-Deila zur neuen Großgemeinde Käbschütztal mit 37 Ortsteilen. Diese Gemeinde ist seit dem 1. August 2008 Teil des in der Kreisreform Sachsen 2008 aus Landkreis Meißen und Landkreis Riesa-Großenhain gebildeten dritten Landkreises Meißen.

### Entwicklung der Einwohnerzahl
| Jahr | Einwohnerzahl                          |
| ---- | -------------------------------------- |
| 1551 | 6 besessene Mann, 13 Inwohner          |
| 1764 | 2 besessene Mann, 4 Gärtner, 4 Häusler |
| 1834 | 104                                    |
| 1871 | 119                                    |
| 1890 | 123                                    |
| 1910 | 149                                    |
| 1925 | 136                                    |